# Кровь, пот и слёзы
«Кровь, пот и слёзы» (дословно «Кровь, тяжёлый труд, слёзы и пот», англ. Blood, toil, tears, and sweat) — речь Уинстона Черчилля, произнесённая им 13 мая 1940 года перед палатой общин. Это была его первая речь в качестве премьер-министра после вступления Великобритании во Вторую мировую войну.

## Предыстория
Великобритания официально вступила в войну 3 сентября 1939 года после вторжения Германии в Польшу. В тот же день Уинстону Черчиллю было предложено занять пост Первого Лорда Адмиралтейства в правительстве Чемберлена. 8 мая 1940, несмотря на полученный формальный вотум доверия, Чемберлен решил подать в отставку, в связи с острой критикой, которой подверглась политика кабинета, и небольшим (81 голос) перевесом при голосовании. Наиболее подходящими кандидатами считались Черчилль и лорд Галифакс. 9 мая на встрече, в которой приняли участие Чемберлен, Черчилль, лорд Галифакс и парламентский координатор правительства Дэйвид Маргессон, Галифакс отказался от должности, и 10 мая 1940 года Георг VI официально назначил Черчилля премьер-министром.
Черчилль был полон решимости продолжать войну до победы, несмотря на то, что ряд членов его кабинета, включая министра иностранных дел лорда Галифакса, выступали за попытку достижения соглашений с гитлеровской Германией. 13 мая 1940 года он выступил с речью в Палате общин, обозначив свою дальнейшую политику.

## Текст речи
Ниже приведена выдержка из заключительной части речи.
... it must be remembered that we are in the preliminary stage of one of the greatest battles in history, that we are in action at many other points in Norway and in Holland, that we have to be prepared in the Mediterranean, that the air battle is continuous and that many preparations (...) have to be made here at home. (...) I would say to the House, as I said to those who have joined this government: «I have nothing to offer but blood, toil, tears and sweat.»
We have before us an ordeal of the most grievous kind. We have before us many, many long months of struggle and of suffering. You ask, what is our policy? I can say: It is to wage war, by sea, land and air, with all our might and with all the strength that God can give us; to wage war against a monstrous tyranny, never surpassed in the dark, lamentable catalogue of human crime. That is our policy. You ask, what is our aim? I can answer in one word: It is victory, victory at all costs, victory in spite of all terror, victory, however long and hard the road may be; for without victory, there is no survival. 
Цитируется по: Blood, Toil, Tears and Sweat. The Churchill Center.

...нужно помнить, что мы находимся на начальном этапе одной из величайших битв в истории, что мы сражаемся на многих других фронтах в Норвегии и Голландии, что мы должны быть готовы на Средиземном море, что борьба в воздухе продолжается без передышки и что многие подготовительные меры (...) должны быть приняты на родине. (...) Я бы хотел заявить Палате, как я заявил тем, кто вступил в мой кабинет: «Я вам предлагаю только кровь, труд, слёзы и пот».

Нам предстоит тяжелейшее испытание. Нам предстоят многие долгие месяцы борьбы и страданий. Вы спросите, каков наш курс? Я отвечу: наш курс в том, чтобы вести войну на море, на земле и в воздухе, со всей нашей мощью и со всей силой, которую даст нам Бог; вести войну против чудовищной тирании, превосходящей любые примеры из тёмной и плачевной истории человеческих преступлений. В этом заключается наш курс. Вы спросите, какова наша цель? Я отвечу одним словом: победа, победа любой ценой, победа несмотря на все ужасы, победа, каким бы длинным и тяжёлым не был к ней путь; потому что без победы нам не выжить.
Существует аудиоверсия речи Черчилля, несколько отличающаяся от приведённой выше стенограммы. В частности, отсутствует следующая вводная часть:
I beg to move,

That this House welcomes the formation of a Government representing the united and inflexible resolve of the nation to prosecute the war with Germany to a victorious conclusion.
Я предлагаю принять постановление,

что эта Палата приветствует формирование Правительства, представляющего единое и твёрдое решение народа вести войну с Германией до победного конца.

## Дополнительные сведения
Речь «Кровь, пот и слёзы» является первой из трёх речей, произнесённых Уинстоном Черчиллем перед парламентом Великобритании во время Французской кампании стран «оси». 4 июня 1940 года он выступил со второй речью, «Мы будем сражаться на пляжах» (англ. We shall fight on the beaches), а 18 июня — с речью «Их звёздный час» (англ. Their Finest Hour). Последняя считается среди них наиболее яркой.
Выражение, принятое в качестве заголовка речи, в различных формах встречалось и ранее. Например, фразу «потом и кровью» использовал Цицерон, похожие строки встречаются и в поэме 1611 года Джона Донна, и у Байрона, и неоднократно у самого Черчилля, например, в статье, посвящённой войне в Испании. Джон Лукаш предполагает, что Черчилль заимствовал фразу у Гарибальди, биографию которого собирался написать в молодости, а Мартин Уокер называет её прямым цитированием речи Теодора Рузвельта перед курсантами Военно-морского колледжа 2 июня 1897 года.

## В культуре
- События, приведшие к появлению речи «Кровь, пот и слёзы» и последовавшие за ней, представлены в оскароносном британском фильме «Тёмные времена» 2017 года, где в роли У. Черчилля выступил Гэри Олдмен.